# Стара Кішева (гміна)
Гміна Стара Кішева (пол. Gmina Stara Kiszewa) — сільська гміна у північній Польщі. Належить до Косьцерського повіту Поморського воєводства.
Станом на 31 грудня 2011 у гміні проживало 6607 осіб.

## Територія
Згідно з даними за 2007 рік площа гміни становила 213.10 км², у тому числі:
- орні землі: 47.00%
- ліси: 41.00%

Таким чином, площа гміни становить 18.28% площі повіту.

## Населення
Станом на 31 грудня 2011:
| Опис     | Загалом | Загалом | Чоловіки | Чоловіки | Жінки | Жінки |
| -------- | ------- | ------- | -------- | -------- | ----- | ----- |
| одиниця  | осіб    | %       | осіб     | %        | осіб  | %     |
| все      | 6607    | 100     | 3429     | 51.90    | 3178  | 48.10 |
| міське   | 0       | 100     | 0        |          | 0     |       |
| сільське | 6607    | 100     | 3429     | 51.90    | 3178  | 48.10 |

## Сусідні гміни
Гміна Стара Кішева межує з такими гмінами: Зблево, Каліська, Карсін, Косьцежина, Лінево, Скаршеви, Черськ.